# Mónica Jaramillo
Mónica Patricia Jaramillo Giraldo (Marinilla, Antioquia; 30 de septiembre de 1984) es una presentadora de noticias, periodista y comunicadora social colombiana. Presentó  Noticias Caracol entre 2013 y 2020. Actualmente dirige las revistas SoHo, Fucsia y Jet-Set.

## Biografía
Nació un domingo. Es hija de Hernando Jaramillo y Nora Giraldo, que junto con su familia, fueron los organizadores del tradicional Festival de Marinilla. Tiene dos hermanos, un hermano mayor llamado Juan Fernando y una hermana trece años menor llamada Adriana Jaramillo. Durante su etapa escolar perteneció al grupo de teatro de la escuela donde estudiaba, así como también hizo parte de los equipos de voleibol y baloncesto de la misma. Estudió Comunicación social y Periodismo en la Universidad Pontificia Bolivariana de Medellín. Posteriormente realizó un diplomado en Organización de Eventos y Certámenes, y una maestría en Ciencia Política en la Universidad de los Andes de Bogotá en 2013.

## Carrera
A los 15 años de edad concursó y ganó en el reinado Miss Juventud Antioquia. Participó en el Concurso Nacional de Belleza de Colombia 2003, como representante de Antioquia. Respondiendo al favoritismo que siempre tuvo, logró el tercer lugar (primera princesa), detrás de Jeymmy Paola Vargas, de Cartagena (virreina), y Catherine Daza, de Valle del Cauca (reina). Gracias a su posición en el certamen, participó por Colombia en Reina Sudamericana 2004, realizado en Bolivia, en donde se posicionó como virreina, detrás de Tania Domaniczky, de Paraguay, quien ganó el título. Luego, representó a Colombia en el concurso Reina Bolivariana, en Guayaquil, Ecuador, resultando ganadora.

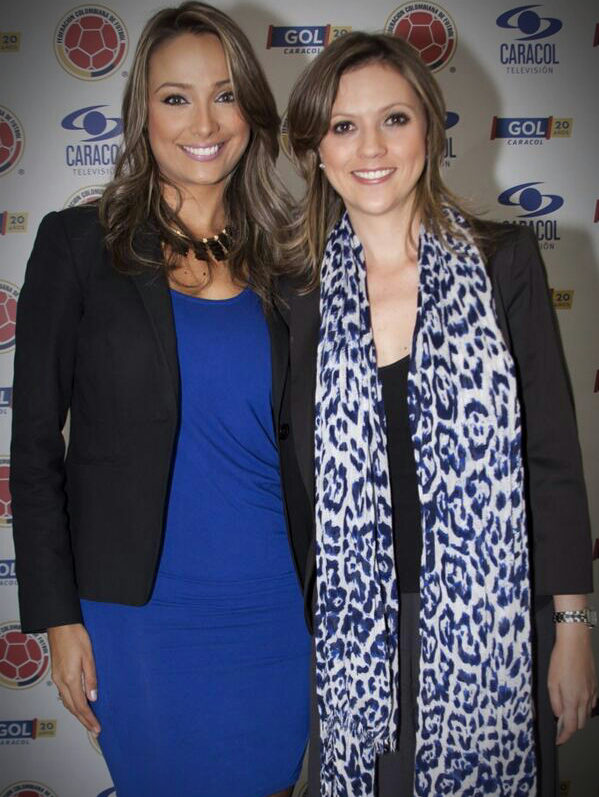
Mónica Jaramillo junto a Catalina Gómez, en 2014.

En marzo de 2004 se inició en los medios de comunicación como presentadora de Teleantioquia Noticias los fines de semana, mientras cursaba quinto semestre de periodismo en la Pontifica Bolivariana. Dos años más tarde, quedó encargada de la presentación de la emisión central del noticiero regional, de lunes a viernes, y ocupó dicha posición hasta 2009, cuando pasó a presentar Un Café con Alonso (programa institucional de la Alcaldía de Medellín), y el noticiero central de Telemedellín. En el segundo semestre de 2010, empezó a trabajar en Día a Día de Caracol Televisión, como corresponsal del magazín en la capital antioqueña. Posteriormente, viajó a Bogotá, para hacer parte del noticiero CM&, como presentadora de la emisión internacional del mismo, bajo la dirección de Yamid Amat.
En septiembre de 2013 llegó a Noticias Caracol, dirigido por Luis Carlos Vélez. Allí su primera función fue la de presentar resúmenes de lo más destacado de la actualidad en fragmentos de cinco minutos, durante la emisión de la mañana. En febrero de 2014, presentó la sección Colombianos de colección. Simultáneamente con la presentación y la reportería, esporádicamente estuvo a cargo de la sección Código Caracol, en la edición central del noticiero. Entre diciembre de 2014 y enero de 2017 dirigió el programa Mañanas Blu 10 AM, de la estación de radio Blu Radio al lado de Catalina Plata, Esteban Hernández y William Calderón. En sus siete años en Caracol, presentó la emisión del mediodía del noticiero, junto a Vanessa de la Torre y luego la matinal con Juan Diego Alvira. También dirigió y presentó los programas "Vive Medellín" y "Generaciones Blu", en Blu Radio.
En su trayectoria periodística, ha sido enviada especial para el cubrimiento de diversos eventos, tales como la Cumbre Iberoamericana en Cartagena, en 2016. También de la cobertura especial de la Tragedia del equipo Chapecoense y el posterior homenaje en el Estadio Atanasio Girardot, donde fue la presentadora. Igualmente, estuvo a cargo de la visita del Papa Francisco a Medellín en septiembre de 2017, y junto con Juan Diego Alvira, fue corresponsal del noticiero en la Copa Mundial de Fútbol de 2018 en Rusia.

## Vida personal e imagen pública

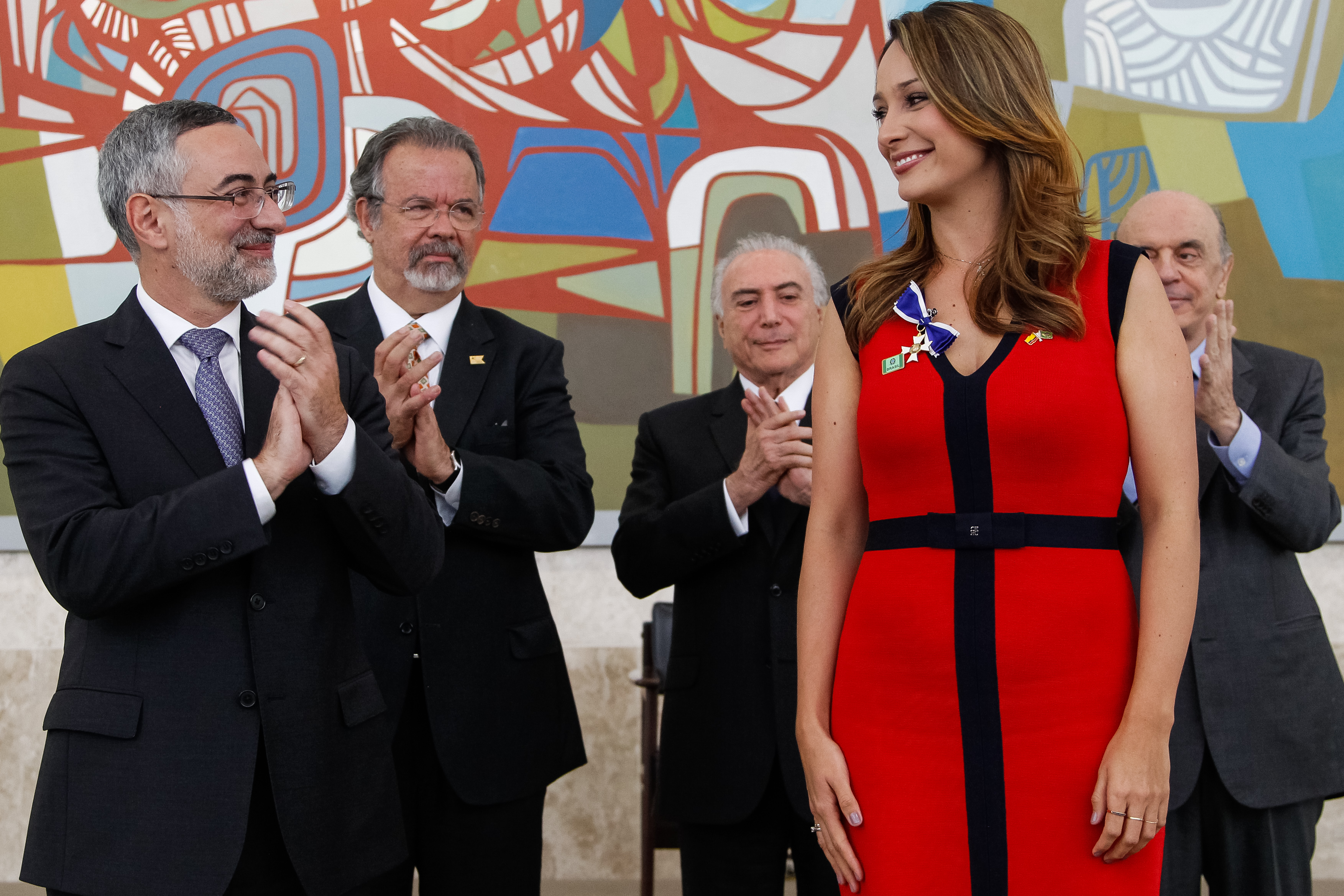
Mónica Jaramillo recibiendo la Orden de Río Branco, por parte de Michel Temer, presidente de Brasil.

Es seguidora del equipo de fútbol Independiente Medellín. Se divorció del empresario Luis Eduardo Valencia con quien estuvo casada más de 10 años. El 4 de mayo de 2016 nació el primer hijo de la pareja, Joaquín Valencia Jaramillo. La presentadora practica ciclismo de ruta en sus ratos libres, además ha confesado su admiración por los periodistas Jorge Alfredo Vargas y Claudia Palacios, destacándolos como figuras influyentes en su carrera periodística. También señala a la activista paquistaní Malala Yousafzai, como un ejemplo a seguir.
A finales de 2013, la revista Elenco de la Casa Editorial El Tiempo la incluyó en su lista de personajes del año, destacando sus diez años en la carrera periodística. En diciembre de 2016, el gobierno de Brasil, encabezado por el presidente Michel Temer, le otorgó a Mónica y a otros doce colombianos la Orden de Río Branco, en el grado de Caballero, a éstos por sus actos de heroísmo durante el rescate de las víctimas del Vuelo 2933 de LaMia y a ella por su participación en la ceremonia de homenaje póstumo a los jugadores del club de fútbol Chapecoense que fallecieron en el accidente aéreo.

## Trayectoria
| Año                   | Trabajo                                       | Notas                                                                  |
| Como reina de belleza | Como reina de belleza                         | Como reina de belleza                                                  |
| --------------------- | --------------------------------------------- | ---------------------------------------------------------------------- |
| 1999                  | Miss Juventud Antioquia                       | Ganadora                                                               |
| 2003                  | Señorita Antioquia                            | Ganadora                                                               |
| 2003                  | Concurso Nacional de Belleza de Colombia 2003 | Segunda finalista                                                      |
| 2004                  | Reina Sudamericana 2004                       | Virreina                                                               |
| 2004                  | Reina Bolivariana 2004                        | Ganadora                                                               |
| Como periodista       |                                               |                                                                        |
| 2004 - 2009           | Teleantioquia Noticias                        | Presentadora edición central                                           |
| 2009 - 2010           | Un Café con Alonso                            | Espacio de Telemedellín                                                |
| 2010 - 2011           | Día a Día                                     | Corresponsal en Antioquia                                              |
| 2011 - 2013           | Noticiero CM&                                 | Presentadora edición internacional                                     |
| 2013 - 2020           | Noticias Caracol                              | Presentadora                                                           |
| 2014 - 2017           | Mañanas Blu 10AM                              | Locutora y directora                                                   |
| 2017 - 2018           | Vive Medellín                                 | Locutora y directora                                                   |
| 2018 - 2020           | Club de prensa Blu                            | Comentarista                                                           |
| 2018 - 2020           | Generaciones Blu                              | Locutora y directora                                                   |
| 2019 - 2020           | A La Mano                                     | Presentadora                                                           |
| 2021 - 2024           | Revista SoHo Revista Fucsia                   | Directora editorial de SoHo, Fucsia y Jet-Set en Publicaciones Semana. |
| 2024 -                | Noticias RCN                                  | Presentadora                                                           |